# Villiers-le-Bel
Villiers-le-Bel ist eine Gemeinde und ein nördlicher Vorort von Paris mit 29.238 Einwohnern (Stand 1. Januar 2022) im Département Val-d’Oise der Region Île-de-France. Die Entfernung zum Stadtzentrum von Paris beträgt 17,4 km. Die Einwohner werden Beauvillésois genannt.

## Geographie und Verkehr

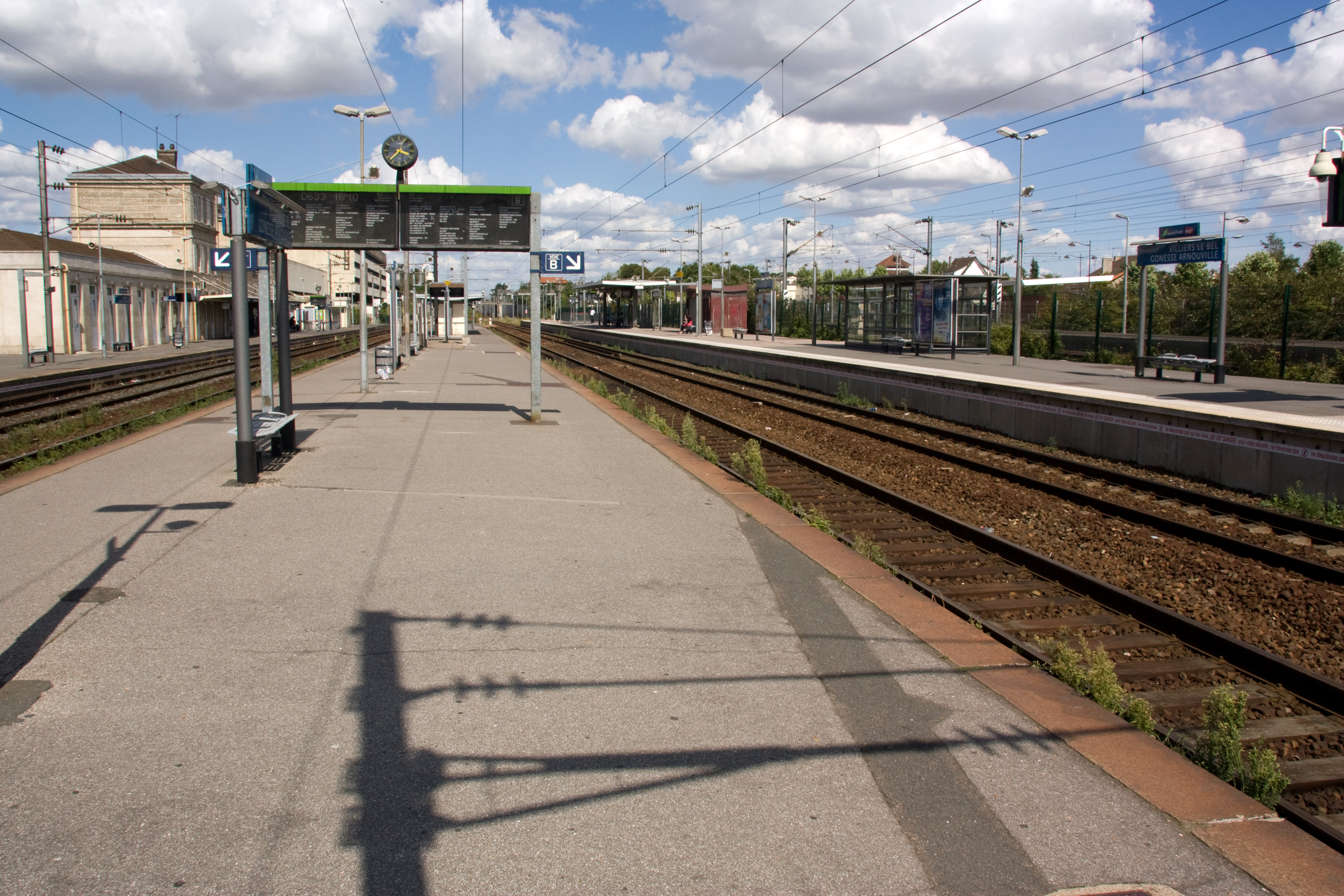
Bahnhof Villiers-le-Bel – Gonesse – Arnouville

Villiers-le-Bel hatte von 1878 bis 1949 eine Straßenbahn, welche den Ort mit dem zugehörigen Bahnhof verband. Heute wird die Verbindung durch den RATP-Buslinie 268 sichergestellt.
Über den auf dem Gebiet der Gemeinde Arnouville liegenden Bahnhof Villiers-le-Bel - Gonesse - Arnouville hat die Stadt Anschluss an die RER-Linie D.
Die ehemalige Route nationale 370, heutige Bezeichnung RD 370, führt durch den Ort.

## Bevölkerungsentwicklung
Eine erste spürbare Bevölkerungszunahme bringt die Eisenbahn mit einem Bahnhof in nur drei Kilometer Entfernung vom Ort. Die Zahl von 2000 Einwohnern wird um 1870 überschritten. Bis 1930 kommt es zu einer Verdopplung der Einwohnerzahl.
Ein erheblich stärkeres Wachstum setzt ab 1955 ein, als östlich des Ortes in einem großen Wohnungsbauprogramm 1.600 Wohnungen errichtet werden.

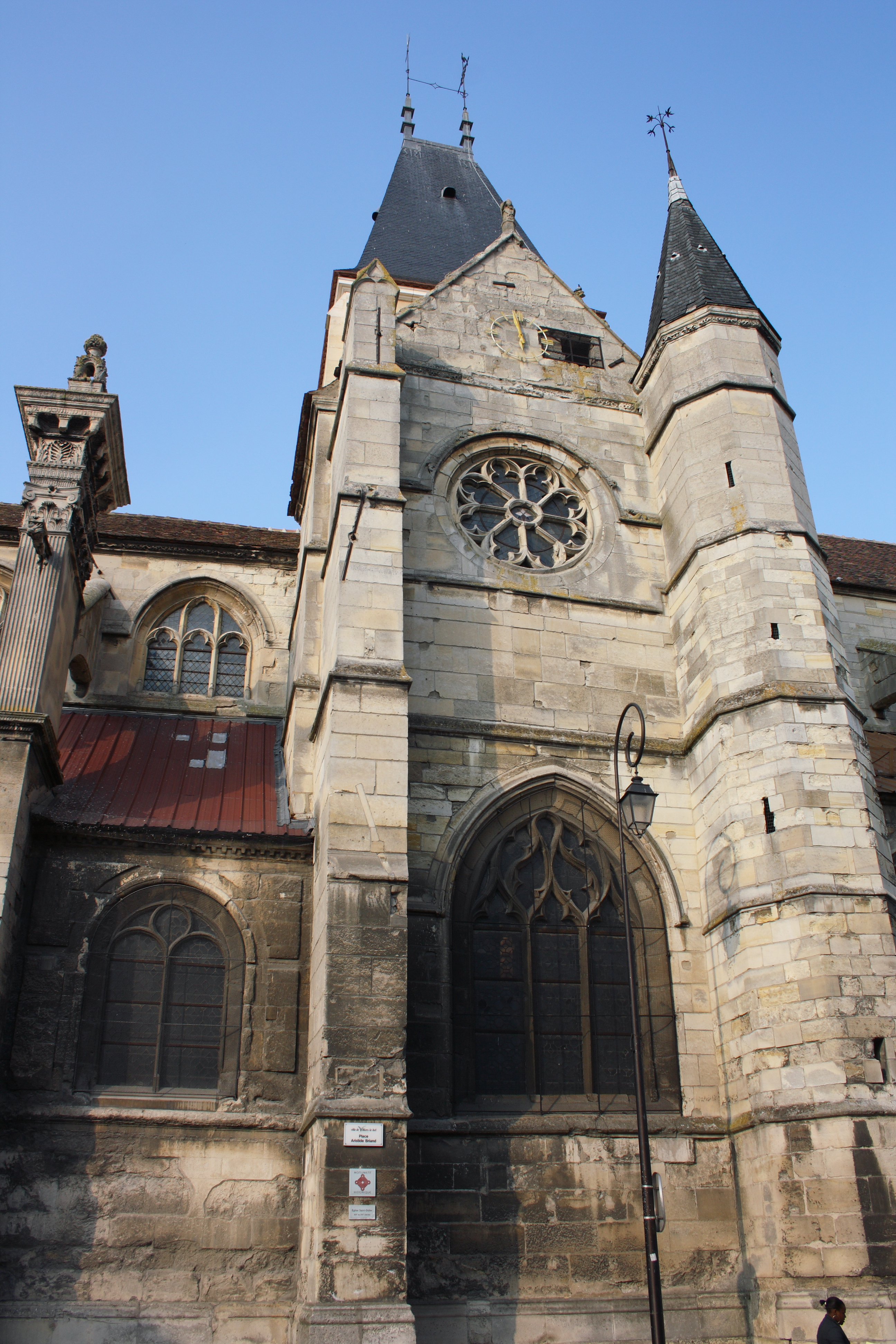
Pfarrkirche Saint-Didier in Villiers-le-Bel

| Jahr      | 1946  | 1954  | 1962   | 1968   | 1975   | 1982   | 1990   | 1999   | 2007   | 2017   | 2020   |
| --------- | ----- | ----- | ------ | ------ | ------ | ------ | ------ | ------ | ------ | ------ | ------ |
| Einwohner | 4.209 | 4.852 | 12.797 | 19.119 | 21.876 | 24.808 | 26.110 | 27.330 | 27.091 | 27.676 | 28.636 |

## Sehenswürdigkeiten
- Pfarrkirche Saint-Didier, 13.–16. Jahrhundert (Monument historique)
- Gallo-römischer Brunnen, 2. Jahrhundert nach Christus[1] (Monument historique)

Siehe auch: Liste der Monuments historiques in Villiers-le-Bel

## Persönlichkeiten
Söhne und Töchter:
- Marie-Laure Delie (* 1988), Fußballnationalspielerin
- Gustave Le Gray (1820–1884), Pionier der Fotografie
- Luidji (* 1991), Rapper
- Yoann Salmier (* 1992), französisch-guayanisch-französischer Fußballspieler

Personen mit Beziehung zur Stadt:
- Robert Müller (1920–2003), Schweizer Bildhauer, Mitbegründer der Technik der modernen Eisenplastik, lebte und verstarb in Villiers-le-Bel

## Besondere Ereignisse
Der Ort geriet im November 2007 in die Schlagzeilen, als der Unfalltod zweier Jugendlicher am 25. November 2007 bei einem Zusammenstoß mit einem Polizeifahrzeug zu erheblichen Krawallen und Straßenschlachten führte.